# バンダイ スーパービデオセレクション
『バンダイ スーパービデオセレクション（BANDAI SUPER VIDEO SELECTION）』は、1988年 - 1995年にかけてバンダイ メディア事業部（バンダイ ホームビデオ）→バンダイビジュアル（現在はバンダイナムコフィルムワークス）より発売されていたアニメ、特撮作品を扱うための幼稚向けのビデオ販売専用のVHSソフトのレーベルである。公式略称はSVS（以下、SVSと表記する）。収録時間は1巻分につき基本的に30分だが、一部30分以上の尺の作品も存在した。

## 概要
1988年11月に東映ビデオから発売された東映および東映動画制作のアニメ、特撮作品を扱う、テレビシリーズの数話分の内容を30分に凝縮した低価格のセルビデオシリーズ『ヒーロークラブ』シリーズの玩具販売店専用版として発売開始。本編映像そのものはヒーロークラブシリーズで発売されたものと同じ映像をそのまま使用していたが、1991年以降、東映作品はヒーロークラブと同一の映像を使用することはなくなり、東映がSVS用に編集した独自の編集版が、1作につき全2巻構成で発売されるようになった。また、東映動画制作のアニメ作品も1990年を最後にヒーロークラブへとほぼ一本化している。
なお、東映作品に関しては、いずれも東映ビデオが発売元扱いとなり、バンダイ メディア事業部→バンダイビジュアルは販売元扱いとなっていた。
取り扱われる作品はヒーロークラブ同様の東映および東映動画制作作品に加えて、性質上、東映作品のみを扱うヒーロークラブとの差別化のため、円谷プロ制作の特撮作品（一部、アニメ作品も含む）であるウルトラシリーズや、サンライズ制作のアニメ作品であるガンダムシリーズを取り上げていた。ただし、ガンダムシリーズの場合はSDガンダムを扱うことが多かった。末期にはシンエイ動画制作のアニメ『クレヨンしんちゃん』の劇場版シリーズの初期2作品もラインナップされていた。
特に『ウルトラシリーズ』の名場面を抜粋した帯番組『ウルトラ怪獣大百科』をテーマごとに再編集した『ウルトラビッグファイト』シリーズは、SVSのメインシリーズとなり、増刊号および特別編を含めて累計20巻発売されるロングランシリーズとなった。
ソフトのラベルシールは自由に貼り付けできるコンバーチブルタイプとなっていた。また、ラベルシール以外の同梱品として、そのソフトで扱われたキャラクターのカードや解説書などのおまけが付属することもあった。
1995年からは後続レーベルとして、より低年齢層向けに娯楽度を強めた『ばっちしV』シリーズの展開を開始。東映制作の特撮作品はそのままSVSで発売されていたが、同年限りでSVSの発売を打ち切り、末期である1996年以降はSVSで発売されていたほとんどの作品がばっちしVシリーズへと移行するようになる。

## 発売作品一覧
- ★マークがある作品は、東映ビデオのヒーロークラブシリーズの玩具店販売用として発売された作品。
- 作品名が斜体表記の場合は、単一タイトルで発売されず、複数の作品をまとめた作品でのみ紹介された作品。

### 特撮

#### ウルトラシリーズ
円谷プロ制作。ウルトラシリーズも参照。量が多いため、伸縮型のメニューとして掲載する。右にある[表示]をクリックすると一覧表示される。

#### 東映特撮作品
東映制作の特撮作品。量が多いため、伸縮型のメニューとして掲載する。右にある[表示]をクリックすると一覧表示される。

#### その他の特撮作品
『ウルトラマンVS仮面ライダー』は便宜上、円谷プロと東映の共同制作であるため、こちらに分類する。
- サンダーバード（全2巻） - 1992年発売。イギリスで制作された特撮人形劇の再編集版。
- ウルトラマンVS仮面ライダー（全2巻） - 1993年に円谷プロと東映の共同制作で展開された、ウルトラシリーズおよび仮面ライダーシリーズの名場面をまとめた同名ビデオ作品を再構成したもの。[注 27][1]
  - 真・仮面ライダー 序章[注 28]

### アニメ
量が多いため、伸縮型のメニューとして掲載する。右にある[表示]をクリックすると一覧表示される。

### その他
- 動くパワフル恐竜ワールド（全2巻） - 1993年発売。小畠郁生監修によるSVSオリジナルの恐竜図鑑ビデオ。